# 아마게르섬

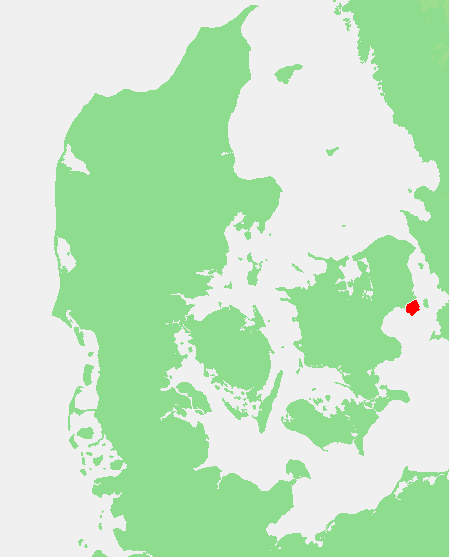
아마게르섬의 위치

아마게르섬(Amager)은 덴마크의 외레순 해협에 있는 섬이다. 덴마크의 수도인 코펜하겐의 일부이다. 총 면적은 96제곱킬로미터이다. 5개의 다리가 셸란섬과 아마게르섬을 잇는다.
이 섬의 서동부에 코펜하겐 공항이 위치해 있다. 1829년 한스 크리스티안 안데르센은 《홀멘운하에서 아마게르섬 동쪽 끝까지의 도보여행기》를 출판하여 호평을 받았다.

## 명소
쓰레기를 태워 난방용 열을 만드는 열병합발전소 '아마게르프로브렌딩'가 있던 자리에 지붕 위에 스키장이 있는 새 발전소 '아마게르 바케'가 2016년까지 완공 될 계획이다.
1930년대에 조성되었다가 잊혀진 해변가를 2004년부터 재정비하여 '아마게르 스트랜드파크'가 되었다.

## 같이 보기
- 덴마크의 섬 목록